# Từ đường họ Mạc
Từ đường họ Mạc là một quần thể các di tích lịch sử - khảo cổ bên cạnh các công trình kiến trúc được xây mới, nằm trên địa bàn xã Ngũ Đoan, huyện Kiến Thụy, thành phố Hải Phòng, vốn là đất phát tích của nhà Mạc và đồng thời là khu vực trung tâm của Dương Kinh (kinh đô thứ hai sau Thăng Long ở thời thịnh Mạc và được nhiều nhà nghiên cứu xem là kinh đô ven biển đầu tiên của người Việt) triều Mạc ở thế kỷ 16.

## Vai trò lịch sử của Dương Kinh thời Mạc
Sau khi lên ngôi, Mạc Thái Tổ (Mạc Đăng Dung) chỉ làm vua 3 năm rồi nhường ngôi cho con trưởng là Mạc Thái Tông (Mạc Đăng Doanh), còn mình về quê hương Cổ Trai làm Thái thượng hoàng và cho xây dựng kinh đô thứ hai là Dương Kinh. Trong nhiều đợt khảo cổ gần đây, tại khu vực thôn Cổ Trai xuất lộ những di vật thời Mạc như thành luỹ, hệ thống hào nước, gốm sứ hoa màu lam, đồ sành, đồ đá, đất nung với những nét hoa văn mang phong cách nghệ thuật điển hình của thế kỷ 16. Ở đây, tại chùa Phúc Linh vẫn còn lại những thành bậc đá kích thước lớn, trang trí cầu kỳ, bố cục tương tự các thành bậc ở điện Lam Kinh và Kính Thiên thời Lê Sơ. Điêu khắc đá thời Mạc tại Dương Kinh có nhiều đề tài chưa từng được thấy tại các nơi khác như tượng Nghê đồng, Quan Âm tọa sơn, Quan Âm Nam Hải, Quan Âm nghìn tay nghìn mắt và bộ tượng Tam Thế.
Theo sử sách, nhằm thực hiện chính sách cải cách kinh tế nông nghiệp, mở mang công thương nghiệp, sản xuất hàng hoá, xây dựng nền kinh tế hướng ra biển, ngoài kinh thành Thăng Long, Mạc Thái Tổ còn tạo dựng sự sầm uất ở Cổ Trai quê hương ông và Dương Kinh, kinh đô thứ hai có vị thế gần biển, sông với nhiều ngả nối liền phố Hiến, Thăng Long. Để Dương Kinh trở thành đô thị ven biển xứ Đông, nhà Mạc cho xây dựng một số thương cảng trs bến dưới thuyền làm nơi giao lưu hàng hoá trong và ngoài nước, từng bước đưa Dương Kinh xưa trở thành đô thị đầu tiên của Hải Phòng, đô thị ven biển đầu tiên của người Việt.

## Quá trình ghi nhận
Từ những kết quả nghiên cứu mới trong ngành sử học và văn hoá Việt Nam khởi đầu từ những năm cuối thập niên 1980 nhằm đánh giá lại một cách thực sự khách quan và công bằng những đóng góp trên nhiều lĩnh vực của triều Mạc đối với lịch sử dân tộc, Bộ trưởng Bộ Văn hóa-Thông tin (nay là Bộ Văn hóa, Thể thao và Du lịch) Phạm Quang Nghị đã ký Quyết định số 24/2002/QĐ-BVHTT ngày ngày 17 tháng 9 năm 2002, công nhận Từ đường họ Mạc ở Cổ Trai, xã Ngũ Đoan, huyện Kiến Thụy, Thành phố Hải Phòng là Di tích lịch sử cấp quốc gia.
Thủ tướng Chính phủ đã có quyết định quy hoạch 10,5ha đất tại xã Ngũ Đoan (đất phát tích nhà Mạc và khu vực Dương Kinh xưa của vương triều Mạc) để xây dựng Khu tưởng niệm Vương triều Mạc và các Vua nhà Mạc. Năm 2009, Thủ tướng Chính phủ cũng có quyết định đưa công trình này vào danh mục các công trình kỷ niệm 1000 năm Thăng Long-Hà Nội, bởi lịch sử vương triều Mạc là một phần không thể thiếu của lịch sử Thăng Long-Hà Nội.

## Định Nam đao
Định Nam đao được phát hiện lần đầu năm 1938 tại Nam Định bởi con cháu họ Phạm gốc Mạc. Tên gọi "Định Nam đao" (đao Nam Định) là do con cháu họ Mạc đặt cho thanh đao này, xuất phát từ việc thanh đao này được phát hiện lần đầu tại tỉnh Nam Định. Năm 2010, thanh đao này đã được con cháu họ Phạm gốc Mạc ở Nam Định đưa về lưu thờ và trưng bày ở Khu tưởng niệm Vương triều Mạc. Theo con cháu họ Mạc thì thanh đao này được cho là binh khí của Mạc Thái Tổ.
Các thông tin về chiều dài, trọng lượng hiện tại, trọng lượng ước tính lúc ban đầu... của Định Nam đao được mô tả lần đầu năm 1986 bởi nhà nghiên cứu lịch sử Lê Xuân Quang. Theo ông Lê Xuân Quang, thanh đao dài 2,55 mét, nặng 25,6 kg (theo phán đoán, nếu chưa han gỉ, thanh long đao có thể nặng đến 30 kg). Dựa trên thông tin mô tả của ông Lê Xuân Quang, rất nhiều người đã đưa ra các nhận định về thanh đao này, trong đó có các quan điểm trái chiều về niên đại và tính thực chiến của nó.
Đến năm 2019, nhóm chuyên gia của Viện Khảo cổ học Việt Nam sau khi đo đạc lại thanh đao này để phục vụ việc lập hồ sơ công nhận bảo vật quốc gia cho thanh Định Nam đao đã công bố thông tin mô tả chi tiết có sự khác biệt lớn so với thông tin của ông Lê Xuân Quang. Theo thông tin đo đạc của Viện Khảo cổ học Việt Nam, thanh đao nặng 12,8 kg (ước tính trọng lượng khi mới sử dụng khoảng 15 kg), và có tổng chiều dài là 239 cm. Đồng thời, với việc phân tích thành phần hợp kim làm ra khâu đao, và đánh giá về hình dạng đầu rồng của khâu đao, Viện Khảo cổ học Việt Nam đã đưa ra nhận định niên đại của thanh đao là thời nhà Mạc.
Đến năm 2020, thanh đao này đã được công nhận là một bảo vật quốc gia của Việt Nam. Hồ sơ đề nghị công nhận bảo vật quốc gia cho thanh đao này ghi nhận thông tin về chiều dài và trọng lượng của thanh đao này như mô tả của Viện Khảo cổ học Việt Nam. Vì vậy, các thông tin mô tả của ông Lê Xuân Quang được xem là không chính xác, và theo đó các ý kiến đánh giá về niên đại cũng như tính thực chiến của thanh đao này dựa trên thông tin mô tả của ông Lê Xuân Quang (đưa ra trước năm 2019) cũng là không chính xác.
Theo nhận định của nhóm chuyên gia Viện Khảo cổ học Việt Nam năm 2019, thanh đao này có các yếu tố để nhận định rằng nó hoàn toàn có thể được dùng trên chiến trận, và khi ra trận thì chủ yếu được dùng trên lưng ngựa. Chẳng hạn, chiều dài của thanh đao này (239 cm) kết hợp với vị trí trọng tâm của thanh đao (cách chuôi đao 107 cm) cho phép sử dụng thanh đao linh hoạt trên lưng ngựa, với tầm sát thương của đao là khoảng 200 cm và tối đa là khoảng 300 cm khi nghiêng hoặc nhoài người. Trọng lượng ban đầu ước tính của thanh đao (khoảng 15 kg) đủ nặng để ra đòn chém bổ uy lực, nhưng vẫn nằm trong tầm kiểm soát của một vị tướng trên chiến trường. Tiết diện cán hình bầu dục giúp việc cầm nắm đao vững chắc, và không bị lật xoay lưỡi đao nếu như cán tiết diện hình tròn. Chuôi đao được đúc đặc để cân bằng với phần lưỡi đao, nên người sử dụng có thể dùng chuôi đao để đánh tứ phía.